# آکسلا لوتس
آکسلا لوتس (استونیایی: Aksella Luts; ۱۰ نوامبر ۱۹۰۵ – ۸ ژانویهٔ ۲۰۰۵) بازیگر، فیلم‌نامه‌نویس، رقصنده، طراحی رقص، تدوین‌گر، عکاس خبری اهل استونی بود.